# Formazione dei KMFDM
Quella che segue è la lista completa di tutti i partecipanti al progetto KMFDM.

## Tutti i partecipanti al progetto
In ordine alfabetico:
- Morgan Adjei - voce (1989)
- Dorona Alberti - voce (1992 - 1996), (2002)
- Paul Barker – Basso (1990)
- Jr. Blackmail - voce (1986), (1996)
- Nicole Blackman - voce (1996)
- Johann Bley – Batteria (1990)
- Bruce Breckenfeld - voce
- Frank Chotai – Tastiera (1999)
- Jim Christiansen - Trombone (1995)
- Mike Cichowicz - Tromba
- Lucia Cifarelli - voce (2002 - )
- Chris Connelly - voce (1996)
- Paul de Carli – Digitalizzazione (1999)
- Amy Denio – Sassofono (1997), (2007)
- Chrissie DeWinter - voce (1992)
- Mark Durante - Chitarra (1993 - 1996)
- F.M. Einheit - Tastiera (1996)
- En Esch - voce, Tastiera, Chitarra, Batteria, Percussioni, Fisarmonica, Pianoforte (1984 - 1999)
- Steve Finckle - Sassofono
- Ton Geist - (1984)
- Jennifer Ginsberg - Voce (1995 - 1996)
- Curt Golden - Fisarmonica, Chitarra (2002 - 2003)
- Nina Hagen - Voce (1999)
- Jules Hodgson - Chitarra, Basso, Banjo, Sintetizzatore, Pianoforte, Percussioni (2002 - )
- Mike Jensen - Chitarra
- Sascha Konietzko - voce, Basso, Tastiera, Percussioni, Drum machine, Sintetizzatore, Batteria, Chitarra (1984 - )
- Jim Knodle - Tromba (2007)
- Jack Kramer - Tromba
- Ron Lowe - Ingegnere del suono
- Sigrid Meyer - (1989)
- Mona Mur - Voce (2003)
- Rudolph Naomi - Batteria (1989 - 1990)
- Nivek Ogre - Voce (1997)
- Jeff Olson - Tromba (1995)
- Bill Rieflin - Batteria, Basso, Tastiera, Sintetizzatore, Percussioni, Chitarra, Voce (1995 - 2003)
- Arianne Schreiber – Voce (2002)
- Bob Samborski - Trombone
- Günter Schulz - Chitarra, Tastiera, Voce, Basso, Percussioni (1990 - 1999)
- Andy Selway - Batteria (2003 - )
- Chris Shepard - Ingegnere del suono (1995 - 1996)
- Christine Siewert - Voce (1990 - 1993)
- Tim Sköld - Basso, Voce, Chitarra (1997 - 2002), Produzione (2009)
- Mina Stolle - Tromba (2005)
- Udo Sturm - Sintetizzatore (1984)
- Abby Travis - Voce, Basso (1997)
- John Van Eaton - Voce (1996)
- Raymond Watts - Voce, Basso, Drum machine (1984 - 1988), (1995 - 1997), (2002 - 2003)
- Fritz Whitney - Sassofono (1995)
- Steve White - Chitarra (2003 - )
- Cheryl Wilson - Voce (1996), (1999), (2003), (2009)